# It's the Rage
It's the Rage ou All the Rage é um filme de 1999 dirigido por James D. Stern baseado na peça de Keith Reddin, All The Rage.

## Sinopse
Uma série de eventos catastróficos são desencadeados após um casal que vive em um bairro de luxo acordar sob a mira de uma arma.

## Elenco
- Joan Allen - Helen
- Jeff Daniels - Warren Harding
- Robert Forster - Tyler
- Andre Braugher - Tim
- Bokeem Woodbine - Agee
- Anna Paquin - Annabel Lee
- Wayne Morse - Clerk
- David Schwimmer - Chris
- Josh Brolin - Tennel
- Gary Sinise - Morgan
- January Jones - Janice Taylor

## Recepção
No agregador de críticas dos Estados Unidos, o Rotten Tomatoes, na pontuação onde a equipe do site categoriza as opiniões da  grande mídia e da mídia independente apenas como positivas ou negativas, o filme tem um índice de aprovação de 27% calculado com base em 11 comentários dos críticos. Por comparação, com as mesmas opiniões sendo calculadas usando uma média aritmética ponderada, a nota alcançada é 4,2/10.
Em outro agregador de críticas também dos Estados Unidos, o Metacritic, que calcula as notas das opiniões usando somente uma média aritmética ponderada de determinados veículos de comunicação em maior parte da grande mídia, tem uma pontuação de 39/100, alcançada com base em 10 avaliações da imprensa anexadas no site, com a indicação de "revisões mistas ou neutras".